# Georgetown (Arkansas)
Georgetown è un comune degli Stati Uniti d'America, situato in Arkansas, nella contea di White.